# Самбора, Ричи
Ри́чи Самбо́ра (англ. Richie Sambora, полное имя Ри́чард Сти́вен Самбо́ра, англ. Richard Stephen Sambora) — американский гитарист и автор песен, известен как бывший гитарист американской рок-группы Bon Jovi.

## Биография
Ричи Самбора родился 11 июля 1959 года в городе Перт-Амбой (штат Нью-Джерси) в семье Адама Си Самборы и итало-польки Джоан Сиенилы. Он вырос в Вудбридже, Нью-Джерси. Ричи впервые подумал, что станет музыкантом, в 4 года, когда однажды родители позволили допоздна смотреть шоу The Ed Sullivan Show, выступление The Beatles.
Первая гитара появилась у Ричи в 12 лет. Всему что он умеет, Ричи научился сам, никогда не брав уроков игры на гитаре.
До Bon Jovi он играл в нескольких коллективах — Rebel, Duke Williams And The Extremes, Richie Sambora And Friends, The Next. В группе The Message он играл вместе с Алеком Джоном Сачем — будущим басистом Bon Jovi.
В конце 1980-х годов Ричи вместе с Джоном Бон Джови занимался раскруткой Skid Row, а также Gorky Park, написав для их дебютного альбома песню «Peace in Оur Time». Джон поёт в этой песне половину второго куплета и в припеве.
Во времена «распада» Bon Jovi в 1991 году Ричи Самбора выпускает свой первый сольный альбом Stranger in This Town.

## Личная жизнь
В молодости Ричи встречался с певицей Шер.
Самбора женился на Хизер Локлир в Париже 17 декабря 1994 года. 4 октября 1997 года у пары родилась дочь Ава Элизабет Самбора.
Локлир подала на развод в феврале 2006 года из-за разногласий с Самборой. Развод состоялся 11 апреля 2007 года. Спустя девять дней, 20 апреля, отец Ричи умер от рака лёгких. За год до этого музыкант начинает встречаться с голливудской актрисой Дениз Ричардс. Их роман продлился недолго. Через год пара рассталась. В данный момент Ричи встречается с австралийской гитаристкой Орианти, совместно с которой под названием RSO (Richie Sambora + Orianthi) было выпущено три альбома.
Сейчас Самбора проживает в Лос-Анджелесе в собственном пляжном доме в Лагуна-Бич.

## Дискография
- Stranger in This Town (1991)
- Undiscovered Soul (1998)
- Aftermath of the Lowdown (2012)
- Rise (2017, в составе дуэта RSO)
- Making History (2017, в составе дуэта RSO)
- Radio Free America (2018, в составе дуэта RSO)